# Gran Premi de França del 1993
Resultats del Gran Premi de França de Fórmula 1 de la temporada 1993, disputat al circuit de Nevers Magny-Cours el 4 de juliol del 1993.

## Resultats
| Pos | No | Pilot                | Equip                   | Voltes | Temps/ Retirada | Pos. de sortida | Punts |
| --- | -- | -------------------- | ----------------------- | ------ | --------------- | --------------- | ----- |
| 1   | 2  | Alain Prost          | Williams - Renault      | 72     | 1h 38' 35. 2    | 2               | 10    |
| 2   | 0  | Damon Hill           | Williams - Renault      | 72     | + 0.342 s       | 1               | 6     |
| 3   | 5  | Michael Schumacher   | Benetton - Ford         | 72     | + 21.209 s      | 7               | 4     |
| 4   | 8  | Ayrton Senna         | McLaren - Ford          | 72     | + 32.405 s      | 5               | 3     |
| 5   | 25 | Martin Brundle       | Ligier - Renault        | 72     | + 33.795 s      | 3               | 2     |
| 6   | 7  | Michael Andretti     | McLaren - Ford          | 71     | + 1 Volta       | 16              | 1     |
| 7   | 14 | Rubens Barrichello   | Jordan - Hart           | 71     | + 1 Volta       | 8               |       |
| 8   | 23 | Christian Fittipaldi | Minardi - Ford          | 71     | + 1 Volta       | 23              |       |
| 9   | 19 | Philippe Alliot      | Larrousse - Lamborghini | 70     | + 2 Voltes      | 10              |       |
| 10  | 6  | Riccardo Patrese     | Benetton - Ford         | 70     | + 2 Voltes      | 12              |       |
| 11  | 25 | Thierry Boutsen      | Jordan - Hart           | 70     | + 2 Voltes      | 20              |       |
| 12  | 10 | Aguri Suzuki         | Footwork - Mugen-Honda  | 70     | + 2 Voltes      | 13              |       |
| 13  | 9  | Derek Warwick        | Footwork - Mugen-Honda  | 70     | + 2 Voltes      | 15              |       |
| 14  | 28 | Gerhard Berger       | Ferrari                 | 70     | + 2 Voltes      | 14              |       |
| 15  | 4  | Andrea de Cesaris    | Tyrrell - Yamaha        | 68     | + 4 Voltes      | 25              |       |
| 16  | 20 | Érik Comas           | Larrousse - Lamborghini | 66     | Caixa canvi     | 9               |       |
| Ret | 27 | Jean Alesi           | Ferrari                 | 47     | Motor           | 6               |       |
| Ret | 22 | Luca Badoer          | Lola - Ferrari          | 28     | Suspensions     | 22              |       |
| Ret | 29 | Karl Wendlinger      | Sauber                  | 25     | Caixa canvi     | 11              |       |
| Ret | 30 | Jyrki Järvilehto     | Sauber                  | 22     | Caixa canvi     | 18              |       |
| Ret | 26 | Mark Blundell        | Ligier - Renault        | 20     | Virolla         | 4               |       |
| Ret | 12 | Johnny Herbert       | Lotus - Ford            | 16     | Virolla         | 19              |       |
| Ret | 24 | Fabrizio Barbazza    | Minardi - Ford          | 16     | Caixa canvi     | 24              |       |
| Ret | 3  | Ukyo Katayama        | Tyrrell - Yamaha        | 16     | Caixa canvi     | 24              |       |
| Ret | 11 | Alessandro Zanardi   | Lotus - Ford            | 9      | Suspensions     | 17              |       |
| NVQ | 21 | Michele Alboreto     | Lola - Ferrari          |        |                 |                 |       |

## Altres
- Pole: Damon Hill 1' 14. 382 (la 1a de la seva carrera)

- Volta ràpida: Michael Schumacher 1' 19. 256 (a la volta 47)